# Cody Almond
Cody Almond (* 24. Juli 1989 in Calgary, Alberta) ist ein ehemaliger kanadischer Eishockeyspieler mit Schweizer Staatsbürgerschaft, der im Verlauf seiner aktiven Karriere zwischen 2005 und 2024 unter anderem 465 Spiele für den Genève-Servette HC und Lausanne HC in der Schweizer National League (A) auf der Position des Centers bestritten hat. Zudem absolvierte Almond unter anderem 25 Spiele für die Minnesota Wild in der National Hockey League (NHL) und stand in 190 Partien in der American Hockey League (AHL) auf dem Eis.

## Karriere

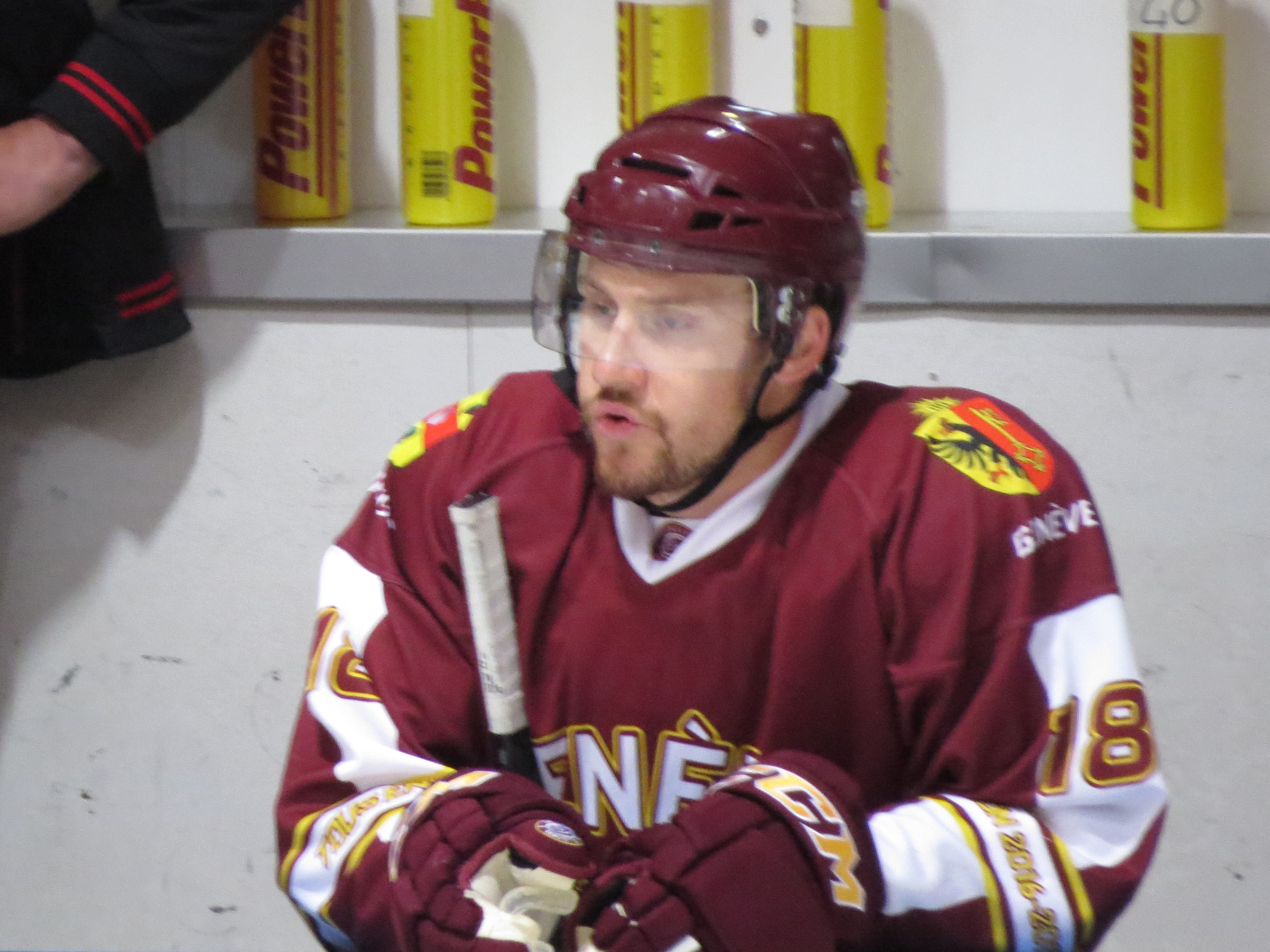
Almond im Trikot des Genève-Servette HC (2016)

Cody Almond begann seine Karriere als Eishockeyspieler bei den Kelowna Rockets, für die er von 2005 bis 2009 in der kanadischen Juniorenliga Western Hockey League (WHL) aktiv war. Mit den Rockets gewann er in der Saison 2008/09 den Ed Chynoweth Cup, den WHL-Meistertitel. Im NHL Entry Draft 2007 wurde der Center in der fünften Runde als insgesamt 140. Spieler von den Minnesota Wild aus der National Hockey League (NHL) ausgewählt. Für die Minnesota Wild gab er in der Saison 2009/10 sein Debüt in der NHL, spielte jedoch überwiegend für deren Farmteam Houston Aeros in der American Hockey League (AHL). Ähnlich verliefen für ihn auch die folgenden beiden Jahre, als er deutlich häufiger für Houston in der AHL spielte als für Minnesota in der NHL. Zur Saison 2012/13 wechselte Almond in die Schweiz zum Genève-Servette HC aus der National League A (NLA).
Nach zwei Jahren in Genf, in denen er mit dem Team jeweils den prestigeträchtigen Spengler Cup gewonnen hatte, kehrte der Stürmer im Juli 2014 zu den Minnesota Wild zurück und spielte anschließend für deren AHL-Farmteam Iowa Wild. Nach nur fünf Einsätzen dort kehrte er zum Genève-Servette HC zurück. Nach weiteren sieben Jahren in Genf entschied er sich im April 2019, einen Dreijahresvertrag beim Lausanne HC zu unterschreiben. Nach der Saison 2023/24 verließ er mit Ablauf seines Vertrags den Lausanne HC und gab im Februar 2025 das Ende seiner aktiven Karriere bekannt.

### International
Bei der Weltmeisterschaft 2015 debütierte Almond für die Schweizer Nationalmannschaft, nachdem er 2012 die doppelte Staatsbürgerschaft erhalten hatte. Weitere Einsätze absolvierte der Center im Rahmen der Weltmeisterschaft 2017 und den Olympischen Winterspielen 2018 in Pyeongchang.

## Erfolge und Auszeichnungen
- 2009 Ed-Chynoweth-Cup-Gewinn mit den Kelowna Rockets
- 2013 Spengler-Cup-Gewinn mit dem Genève-Servette HC
- 2014 Spengler-Cup-Gewinn mit dem Genève-Servette HC
- 2024 Schweizer Vizemeister mit dem Lausanne HC

## Karrierestatistik

### International
Vertrat die Schweiz bei:
- Weltmeisterschaft 2015
- Weltmeisterschaft 2017
- Olympischen Winterspielen 2018

(Legende zur Spielerstatistik: Sp oder GP = absolvierte Spiele; T oder G = erzielte Tore; V oder A = erzielte Assists; Pkt oder Pts = erzielte Scorerpunkte; SM oder PIM = erhaltene Strafminuten; +/− = Plus/Minus-Bilanz; PP = erzielte Überzahltore; SH = erzielte Unterzahltore; GW = erzielte Siegtore; 1 Play-downs/Relegation; Kursiv: Statistik nicht vollständig)

## Familie
Almonds Großmutter mütterlicherseits stammt aus Olten. Sein Vater beantragte an Cody Almonds 18. Geburtstag die doppelte Staatsbürgerschaft, die er 2012 auch erhielt.